# Wetlands International
Wetlands International è un'organizzazione internazionale senza scopo di lucro, che si occupa della tutela delle zone umide e dello sviluppo sostenibile.
La sede si trova nei Paesi Bassi, nella città di Ede.

## Storia
Fu fondata nel Regno Unito nel 1954 con il nome di International Wildfowl Inquiry, un'associazione che aveva l'obiettivo di proteggere gli uccelli acquatici. Negli anni successivi, il nome fu modificato in International Waterfowl & Wetlands Research Bureau, contestualmente all'ampliamento del perimetro di attività, esteso dalla tutela della fauna delle zone umide alla tutela dell'intero ecosistema di tali aree geografiche.
Negli anni '80, associazioni simili furono fondate anche in Asia e negli Stati Uniti: l'Asian Wetland Bureau (AWB) (nato come Interwadernel 1983) e il Wetlands for the Americas (WA), istituito nel 1989. Dopo quattro anni di stretta cooperazione, nel 1995 si unirono per dare vita a Wetlands International. Quest'ultima ha firmato la Forests Now Declaration del 2007, che richiedeva nuovi meccanismi di mercato per proteggere la foresta pluviale dal cambiamento climatico e dall'inquinamento umano.
Alla fine del 2013, è stata creata la Wetlands International European Association, il ramo europeo di Wetland, che riunisce sette organizzazioni attive nel settore delle zone umide in Europa: Centro Ibérico de Restauración Fluvial (Spagna), Centrum Ochrony Mokradeł (Polonia), Euronatur (Germania), Tour du Valat (Francia) e le britanniche Sustainable Eel Group, Wildfowl and Wetlands Trust e la Zoological Society of London. I suoi temi di lavoro per il 2014  erano: natura e biodiversità, acqua, cambiamenti climatici e mitigazione dei rischi.
L'obiettivo è sensibilizzare all'importanza della conoscenza, tutela, salvaguardia e ripristino delle zone umide in Europa e di "promuovere l'integrazione delle problematiche relative alle zone umide nelle politiche dell'Unione europea", in modo particolare nelle politiche ambientali. Wetland Europa si propone anche di valutare l'impatto delle politiche europee sulle zone umide in altre regioni del mondo e garantire che le politiche internazionali o dei Paesi terzi non siano armonizzate con la legislazione ambientale europea.
Wetland coordina l'International Waterbird Census, un progetto scientifico collaborativo basato sul contributo volontario di osservatori amatoriali. Esso presenta i dati raccolti nell'arco temporale di sei decadi e in più di 15.000 siti, suddivisi in cinque macroregioni che insistono su 143 Paesi. Un calogo simile per estensione e varietà dei dati raccolti è il Christmas Bird Count della statunitense Audubon Society.
Wetlands International è attiva nella promozione di accordi intergovernativi per la creazione di aree di sosta protette indispensabili per preservare le rotte storiche degli uccelli migratori.